# بدرود همخوابه من (فیلم)
بدرود همخوابه من (به انگلیسی: Farewell My Concubine) فیلمی ۱۷۱ دقیقه‌ای در سبک درام به کارگردانی چن کایگه محصول کشور چین است.
این فیلم برنده نخل طلای جشنواره کن در همان سال شد و گونگ لی را به عنوان مشهورترین ستارهٔ زن سینمای شرق در دههٔ ۱۹۹۰ معرفی کرد.

## داستان
این فیلم درباره پسری به نام دوزی (لسلی چونگ) است ، مادرش او را در سنین کم به آکادمی میبرد . او با دیگر بچه ها تفاوتی دارد و شش انگشت دارد . مادرش برای اینکه که دوزی را در آکادمی بپذیرند یک انگشت او را قطع کرد . بچه های آکادمی همواره او را به دلایلی می آزردند . شیتو که پسری قوی و ورزشکار است که از او مراقبت میکرد. زندگی در آکادمی به سختی میگذشت ، دوزی و یکی از دوستانش تصمیم به فرار از آکادمی گرفتند . ولی دیداری از اپرای پکن، چنان به وجدشان آورد که تصمیم به بازگشت گرفتند. سال ها بعد در ۱۹۳۷. ارتش ژاپن به پکن نزدیک می‌شد. ̎شیتو̎ و ̎دوزی̎ ستارگان گروه نمایشی ̎نا کون̎ بودند و نام هنری ̎شیالوئو̎ و ̎چنگ̎ را برای خود برگزیدند. ̎شیالوئو̎ در نقش‌های جنگی و مردانه تخصص داشت و ̎چنگ̎ در نقش‌های زنانه و با بازی در اپرای ̎وداع مجبوبم̎ شهرتی کسب کرده‌بودند . با شروع تظاهرات جمهوری خواهان و حمله ژاپن به پکن ، وضعیت برای آنها سخت تر میشد علاوه بر آن شیتو عاشق دختری به نام ژوزیان شده بود و تصمیم به ازدواج با او گرفت . دوزی از همان ابتدا علاقه ای شدید به شیتو نشان میداد و وقتی خبر نامزدی او را شنید اعلام کرد که دیگر با او اجرا نخواهد کرد و ...

## جوایز
- نامزد جایزه اسکار بهترین فیلم غیرانگلیسی زبان
- نامزد جایزه اسکار بهترین فیلمبرداری
- برنده جایزه نخل طلای بهترین فیلم
- برنده جایزه گلدن گلوب بهترین فیلم غیرانگلیسی زبان
- برنده جایزه فیپرشی از جشنواره کن
- برنده جایزه بهترین فیلم غیرانگلیسی زبان از انجمن منتقدان فیلم لس آنجلس
- برنده جایزه فدراسیون بین‌المللی منتقدان فیلم برای بهترین کارگردانی
- برنده جایزه حلقه منتقدان فیلم نیویورک برای بهترین فیلم غیرانگلیسی زبان و بهترین بازیگر زن (گونگ لی)